# ヘルツォーク&ド・ムーロン

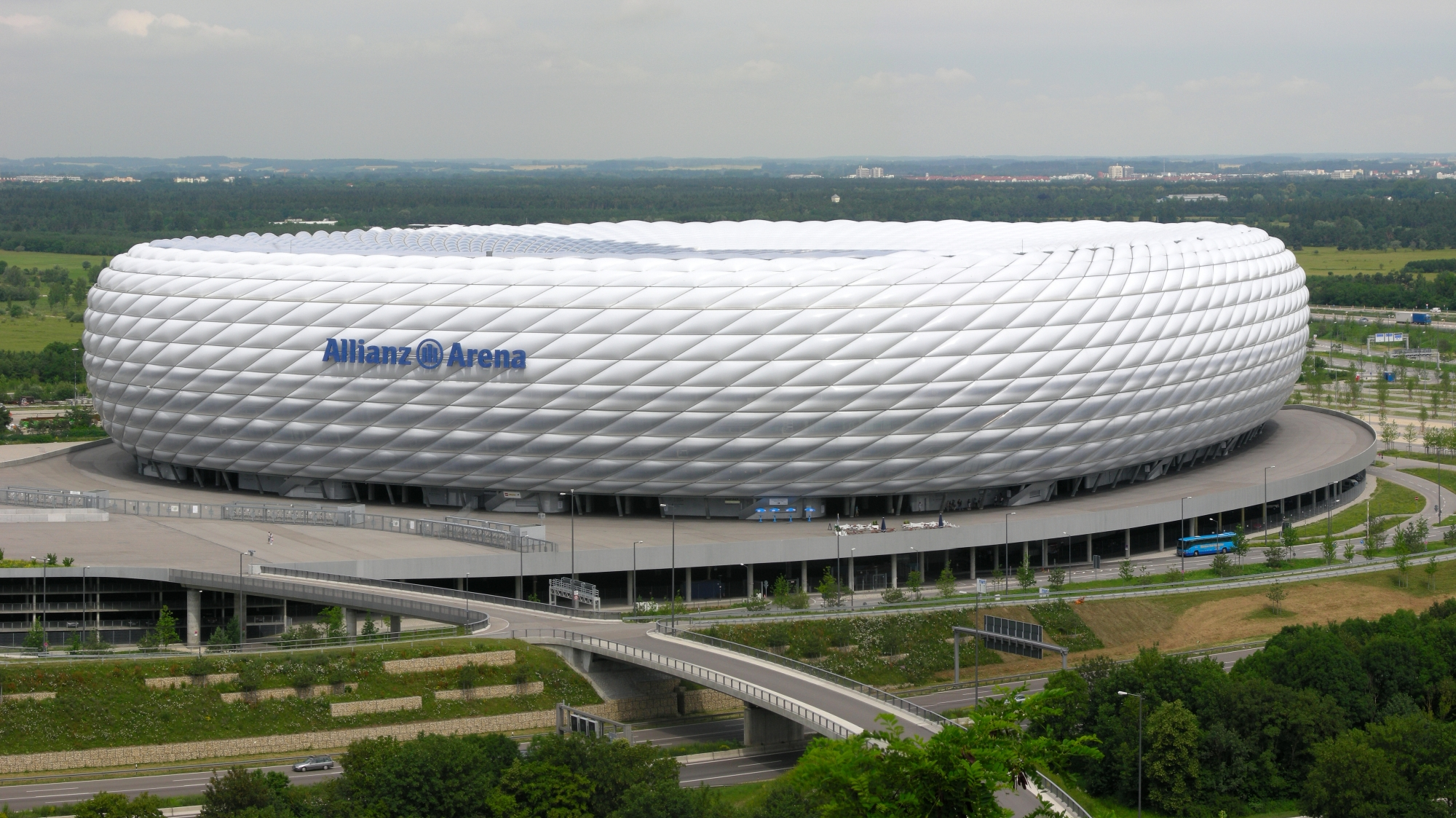
アリアンツ・アレナ

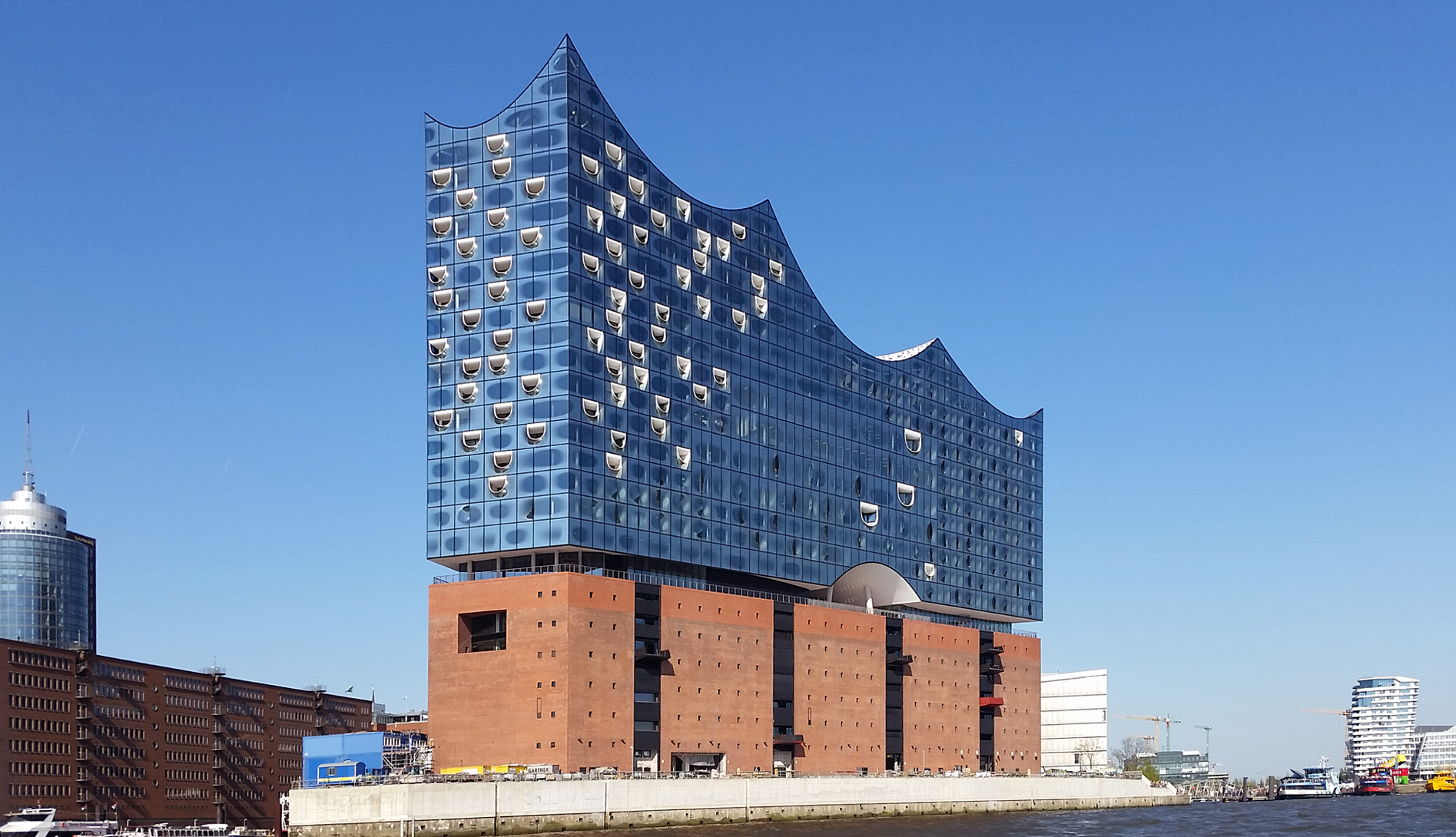
エルプフィルハーモニー・ハンブルク

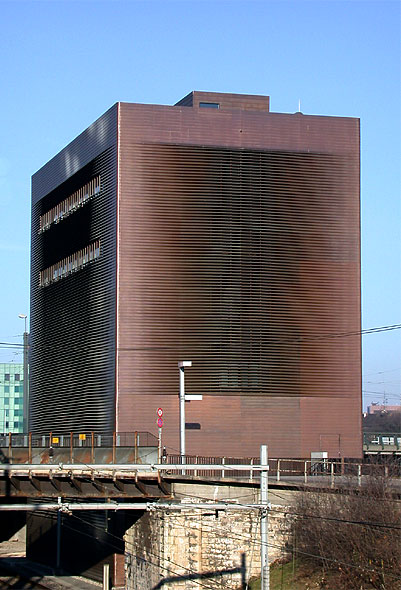
初期の代表作、バーゼルSBB駅の信号所（シグナル・ボックス）

ヘルツォーク&ド・ムーロン（仏: Herzog & de Meuron、略称HdM）は、スイスのバーゼル出身のジャック・ヘルツォークとピエール・ド・ムーロンの2人による建築家ユニット。この2人は、スイス連邦工科大学チューリヒ校で共に建築を学び、卒業後の1978年から共同の建築設計事務所を開いて共に働いている。

## 業績
2001年にはプリツカー賞を、2007年には世界文化賞建築部門を受賞。
地元バーゼル中心に活動していた1980年代から1990年代まで、彼らの初期の作品はモダニズムの還元主義的作品を思わせる、ミニマル・アートの芸術家ドナルド・ジャッドの彫刻作品のような簡素な造形であった。しかし、建物表面を無数の石で覆ったり、金属の表面に切れ目を入れてねじるなど見え方を工夫したり、ガラス面に様々な時代の写真や絵画をプリントしたりと、建築の表層の部分での試行を重ねて日々刻々異なる表情を建築や周辺一帯に与え、注目を浴びた。最も大きな脚光を浴びたプロジェクトは、ロンドンの巨大な発電所建物を美術館に改装するテート・モダン計画で、以降受賞や注文が相次いでいる。
2000年代に入ってからの東京・プラダ青山店やバルセロナ・フォーラム、ミュンヘンのサッカー場アリアンツ・アレナ、そして2008年完成の北京国家体育場（北京オリンピックメインスタジアム）では、初期のミニマルな作風から様相が一変している。表層に対するこだわりや物質性の優先は変わっていないが、簡素な箱型の造形から、これまで中に隠れていた建物を支える柱などの構造が複雑化し外部に現れ、表層をプリズムのように一様に覆ってしまうようになった。プラダ青山店では建物表面をガラスが覆い、蜜蜂の巣のような内部構造が透けて見え、北京国家体育場では籐を編んだような複雑な柱が建物を一面に覆っているが、表層の印象によって巨大なボリュームによる圧迫感は和らげられている。
彼らは、しばしば戦後ドイツの芸術家、ヨゼフ・ボイスの作品や芸術論から永続的な影響を受けている、と述べている。また、建築の度ごとに異なった芸術家と共同作業（コラボレーション）を行ってきた。
彼らの成功の秘訣は、普通の材料を用いながら、それらの材料の異質感やそれらの材料から感じたことのない印象を見る者から引き出した腕前によるところが大きい。

## 作品

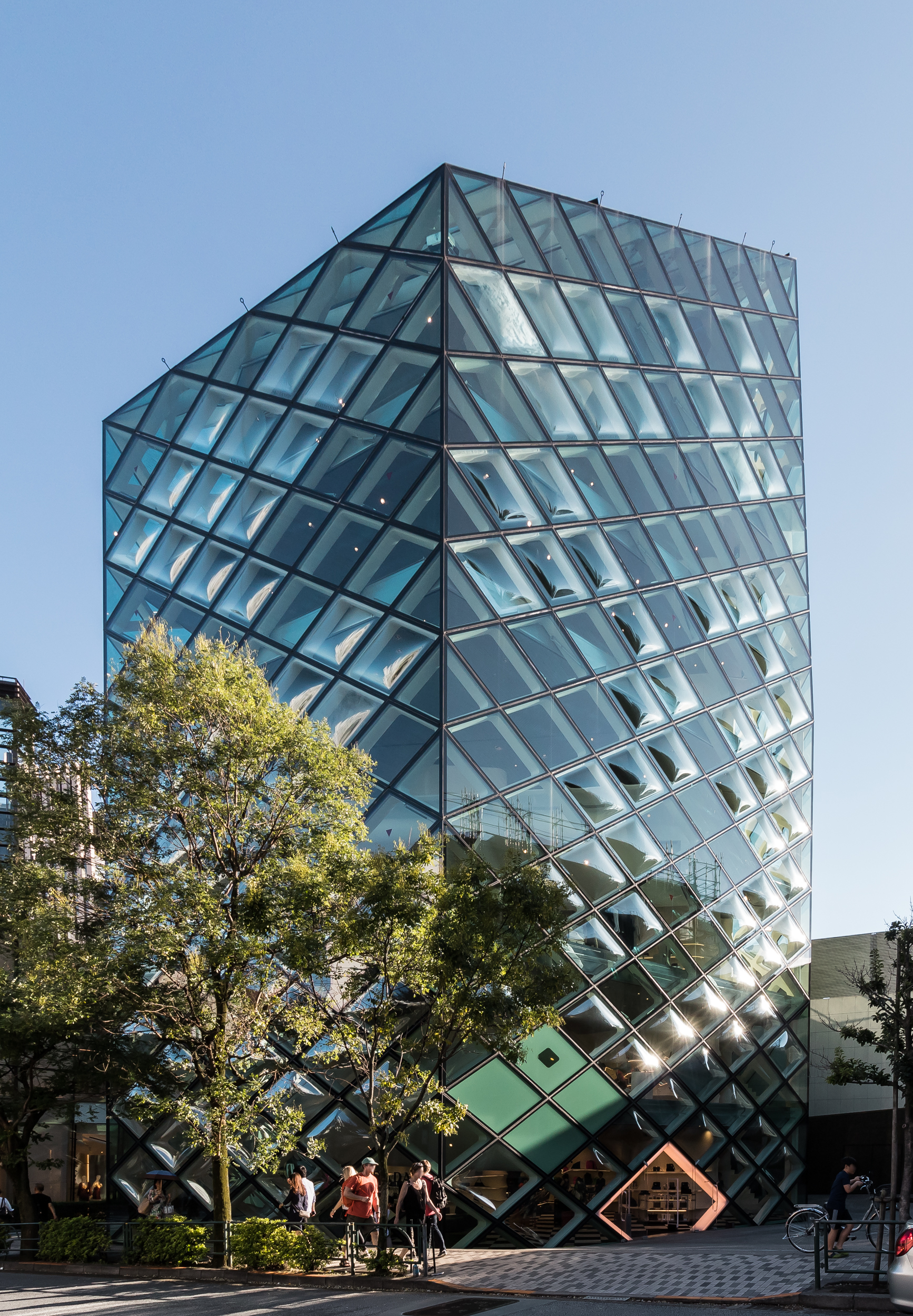
プラダ・ブティック青山店

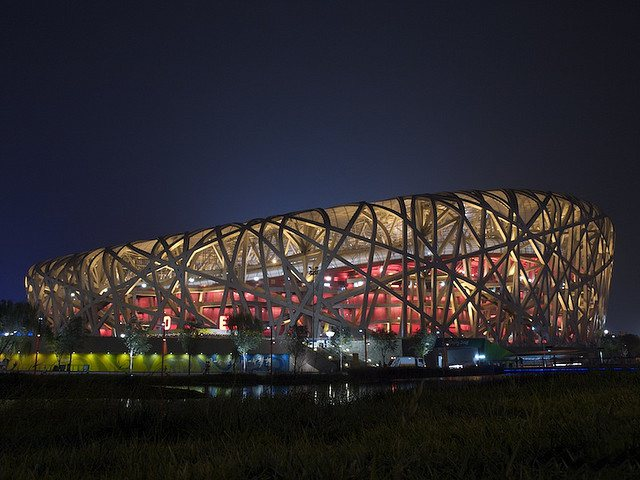
北京国家体育場

| 名称                                           | 年         | 所在地                       | 国             | 備考 |
| ---------------------------------------------- | ---------- | ---------------------------- | -------------- | ---- |
| ブルー・ハウス                                 | 1979〜1980 | オーバーヴィル               | スイス         |      |
| フライ･フォトスタジオ                          | 1981〜1982 | ヴァイル・アム・ライン       | ドイツ         |      |
| ストーン･ハウス                                | 1982〜1988 | タヴォーレ                   | イタリア       |      |
| シュッツェンマット通りの集合住宅・商業ビル     | 1984〜1993 | バーゼル                     | スイス         |      |
| ヘーベル通りの共有壁沿いの集合住宅             | 1984〜1988 | バーゼル                     | スイス         |      |
| シュヴィッター集合住宅・オフィス               | 1985〜1988 | バーゼル                     | スイス         |      |
| E, D, E, N, パヴィリオン                       | 1986〜1987 | ラインフェルデン             | スイス         |      |
| リコラ社倉庫                                   | 1986〜1987 | ラウフェン                   | スイス         |      |
| SUVA集合住宅・オフィス                         | 1988〜1993 | バーゼル                     | スイス         |      |
| アウフ・デム・ヴォルフの機関車車庫             | 1986〜1995 | バーゼル                     | スイス         |      |
| アウフ・デム・ヴォルフのシグナル・ボックス     | 1989〜1994 | バーゼル                     | スイス         |      |
| ゲーツ・コレクション近代美術ギャラリー         | 1989〜1992 | ミュンヘン                   | ドイツ         |      |
| リコラ・ヨーロッパ社工場・倉庫                 | 1992〜1993 | ミュルーズ                   | フランス       |      |
| バーゼル都市再整備計画                         | 1995年     | バーゼル                     | スイス         |      |
| ロシュ製薬・リサーチ・センター                 | 1993〜2000 | バーゼル                     | スイス         |      |
| 漫画・戯画博物館の改造と新館                   | 1994〜1996 | バーゼル                     | スイス         |      |
| エバースヴァルデ高等技術学校図書館             | 1994〜1999 | エバースヴァルデ             | ドイツ         |      |
| バーゼルSBB駅の信号所                          | 1994〜1999 | バーゼル                     | スイス         |      |
| テート・モダン                                 | 1994〜2000 | ロンドン                     | イギリス       |      |
| レイマンの住宅                                 | 1996〜1997 | レメン                       | フランス       |      |
| 州立病院ロセッティ医薬研究所                   | 1995〜1998 | バーゼル                     | スイス         |      |
| スタジオ・レミ・ザウッグ                       | 1995〜1996 | ミュルーズ                   | フランス       |      |
| ドミナス・ワイナリー                           | 1995〜1998 | カリフォルニア州ナパ・バレー | アメリカ合衆国 |      |
| スイス通りのアパートメント                     | 1996〜2000 | パリ                         | フランス       |      |
| リコラ・マーケティング・ビルディング           | 1997〜1998 | ラウフェン                   | スイス         |      |
| キュッパースミューレ美術館グロテ・コレクション | 1997〜1999 | ドゥイスブルク               | ドイツ         |      |
| ザンクト・ヤコブ・パルク（サッカー場）         | 1996〜2002 | バーゼル                     | スイス         |      |
| ラバン・ダンス・センター                       | 1997〜2003 | ロンドン                     | イギリス       |      |
| プラダ青山店                                   | 2000〜2003 | 東京都港区                   | 日本           |      |
| シャラウガー・ローレンツ財団                   | 1998〜2003 | バーゼル                     | スイス         |      |
| フォーラム・ビルディング                       | 2000〜2004 | バルセロナ                   | スペイン       |      |
| アリアンツ・アレナ                             | 2001〜2005 | ミュンヘン                   | ドイツ         |      |
| ウォーカー・アート・センターの改築             | 1999〜2005 | ミネアポリス                 | アメリカ合衆国 |      |
| デ・ヤング記念美術博物館                       | 1999〜2005 | サンフランシスコ             | アメリカ合衆国 |      |
| 北京国家体育場                                 | 2002〜2008 | 北京                         | 中国           |      |
| ヴィトラ・ハウス                               | 2006〜2009 | ヴァイル・アム・ライン       | スイス         |      |
| ミュウミュウ青山店                             | 2012〜2015 | 東京都港区                   | 日本           |      |
| ニュー・テート・モダン                         | 2005〜2016 | ロンドン                     | イギリス       |      |
| エルプフィルハーモニー・ハンブルク             | 2001〜2016 | ハンブルク                   | ドイツ         |      |

## ギャラリー

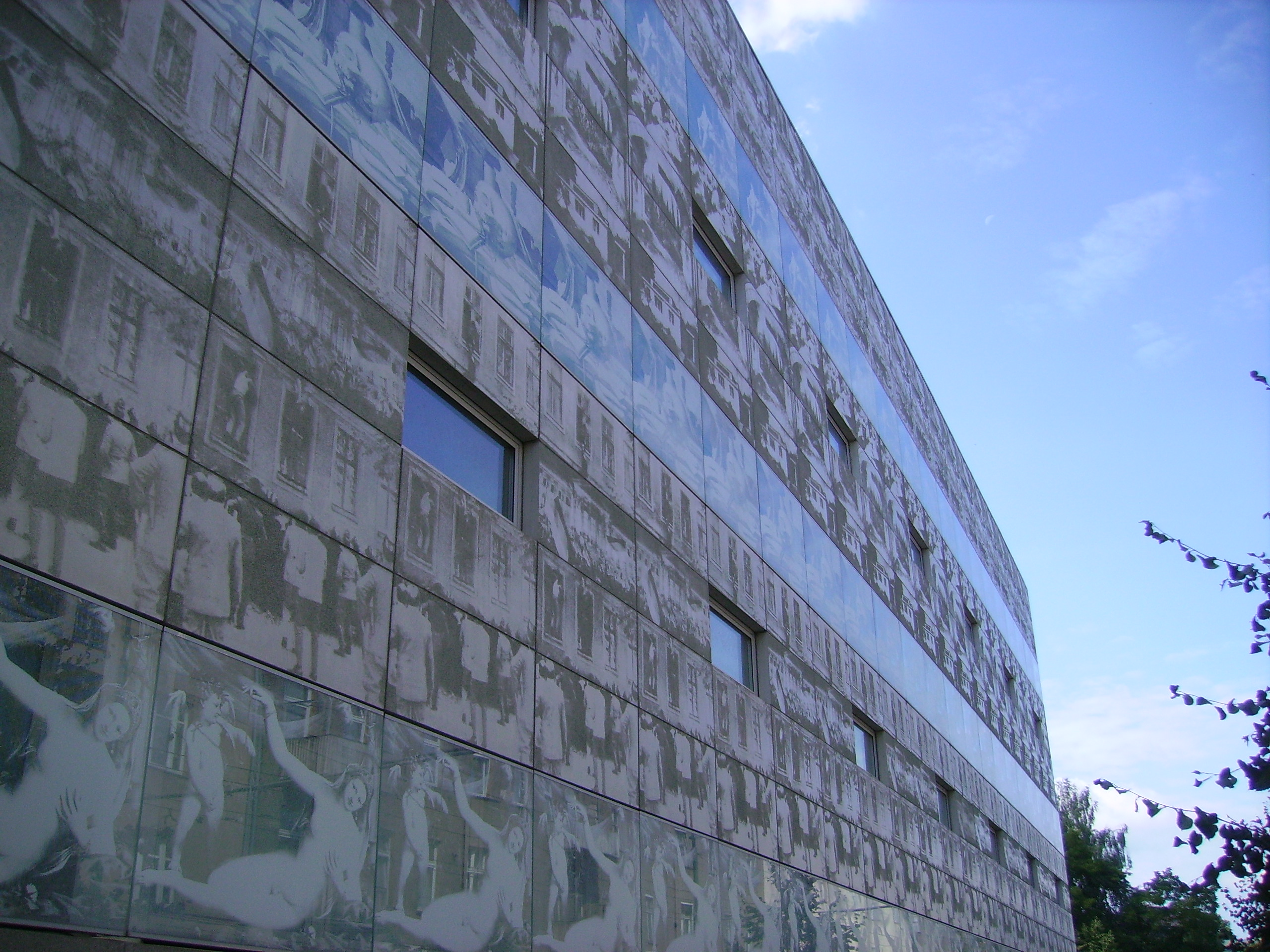
エバースヴァルデ技術学校図書館
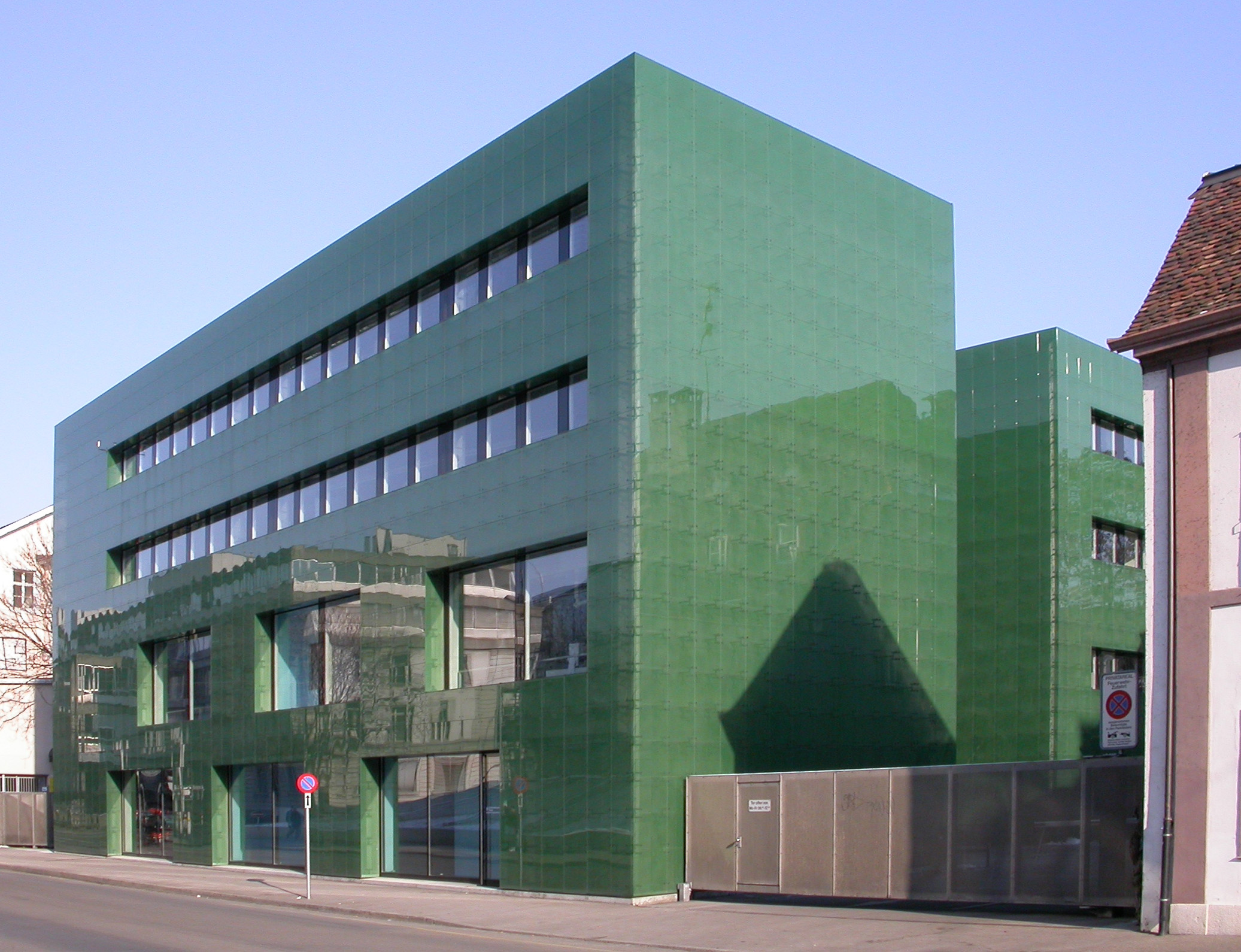
州立病院ロセッティ医薬研究所
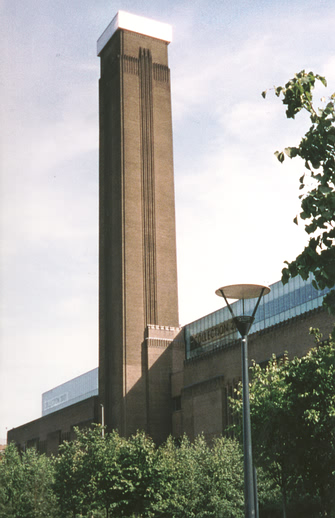
テート・モダン
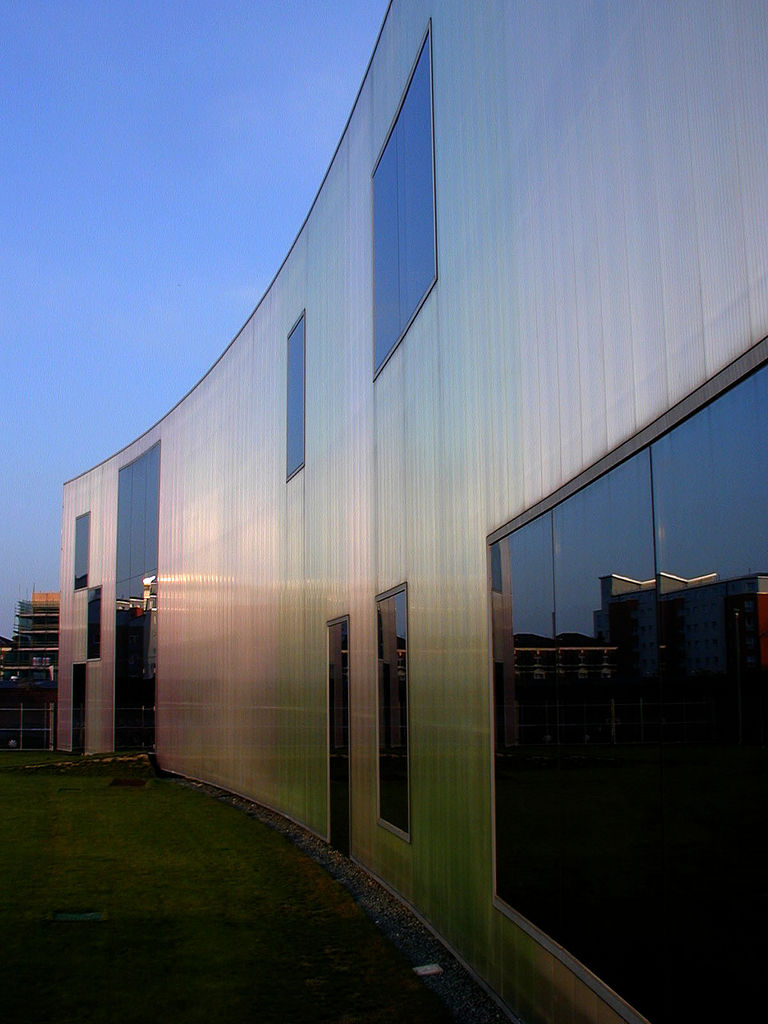
ラバン・ダンス・センター
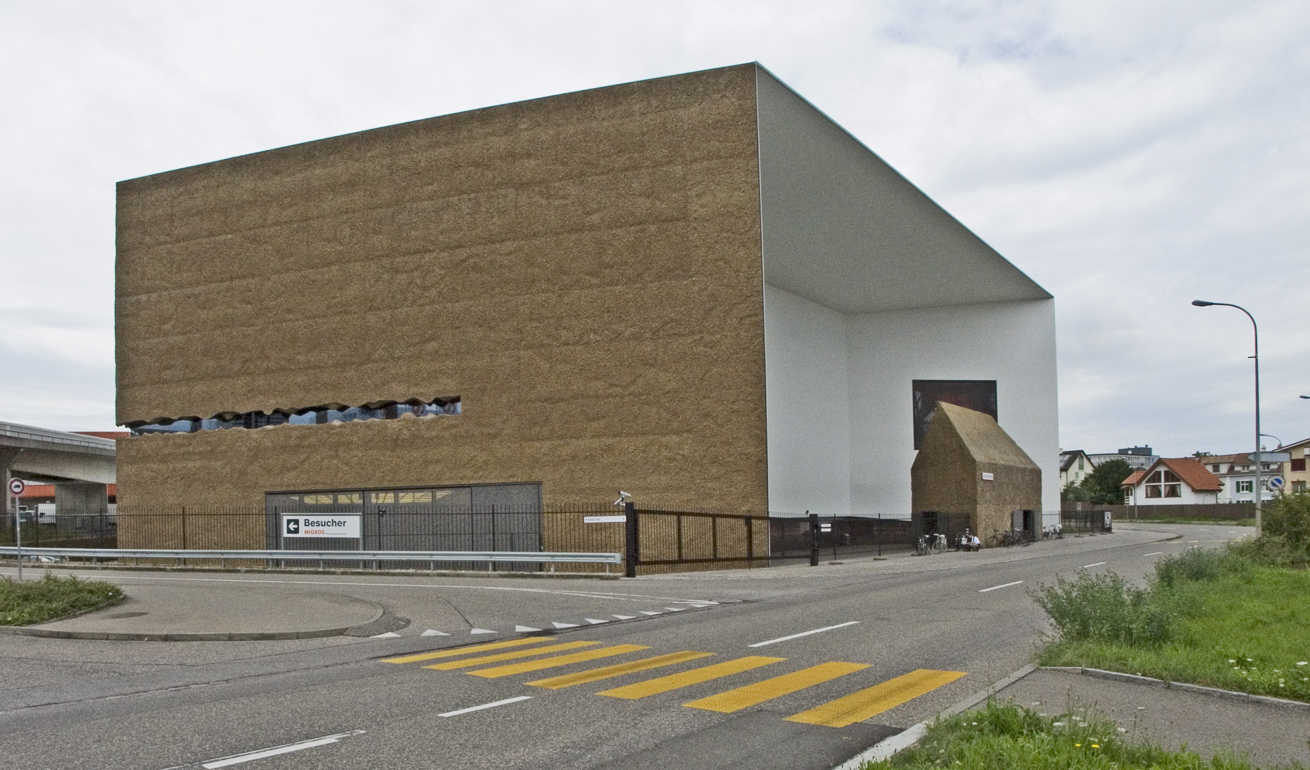
シャラウガー・ローレンツ財団
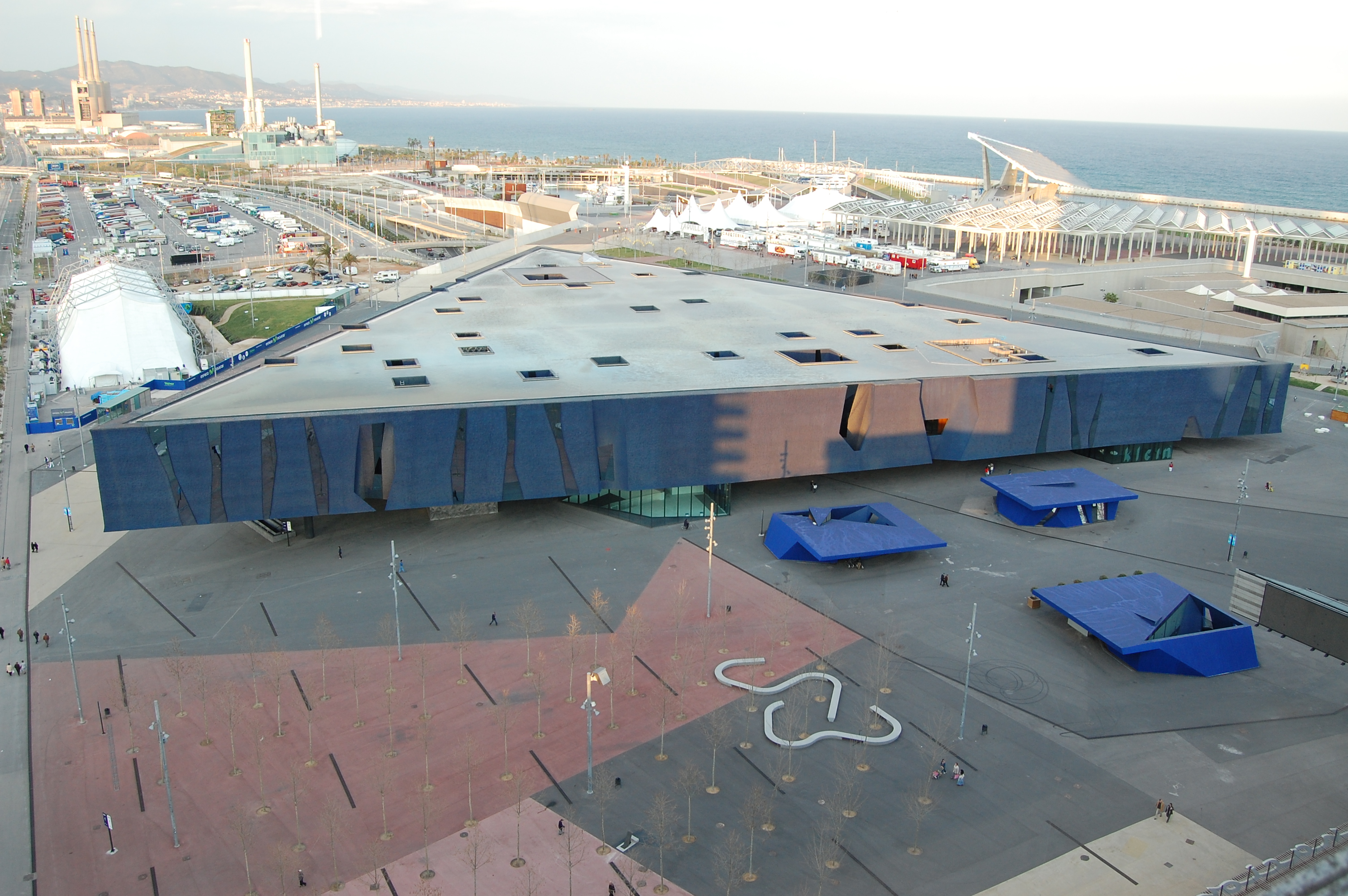
フォーラム・ビルディング
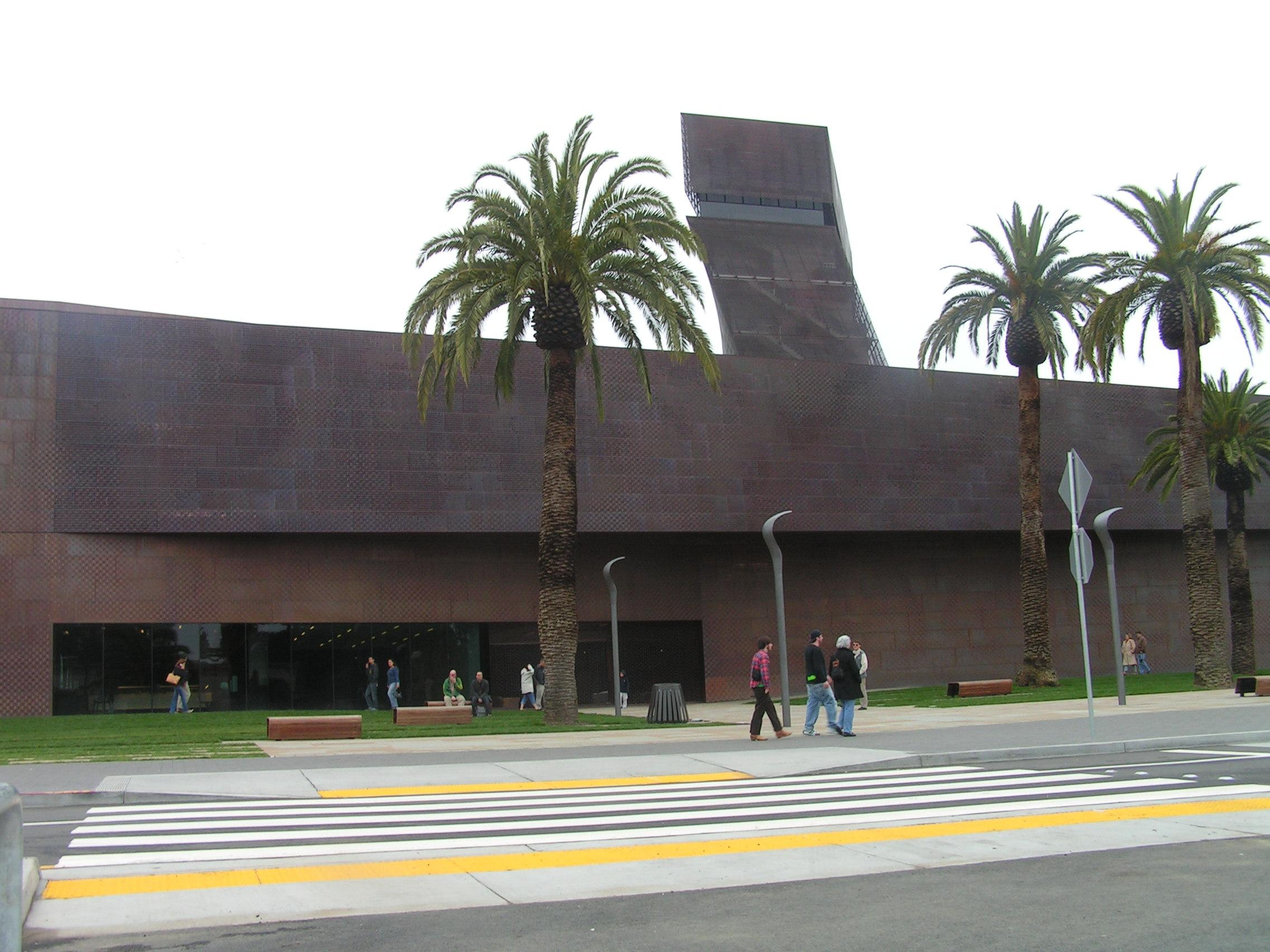
デ・ヤング記念美術博物館
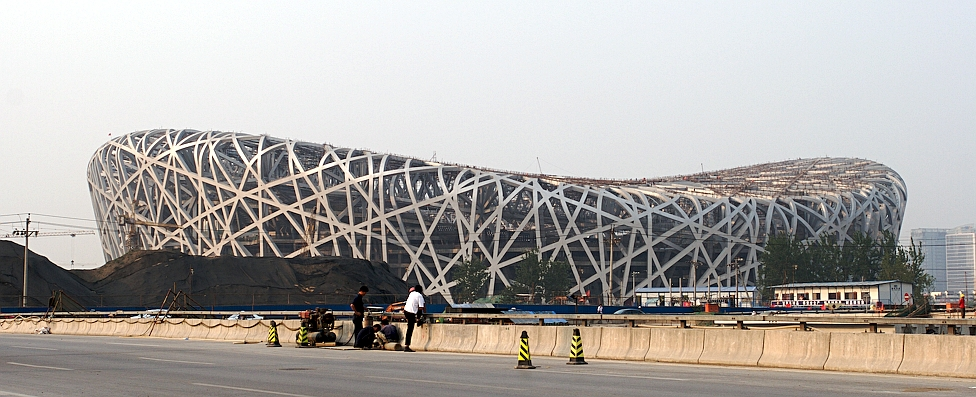
北京国家体育場
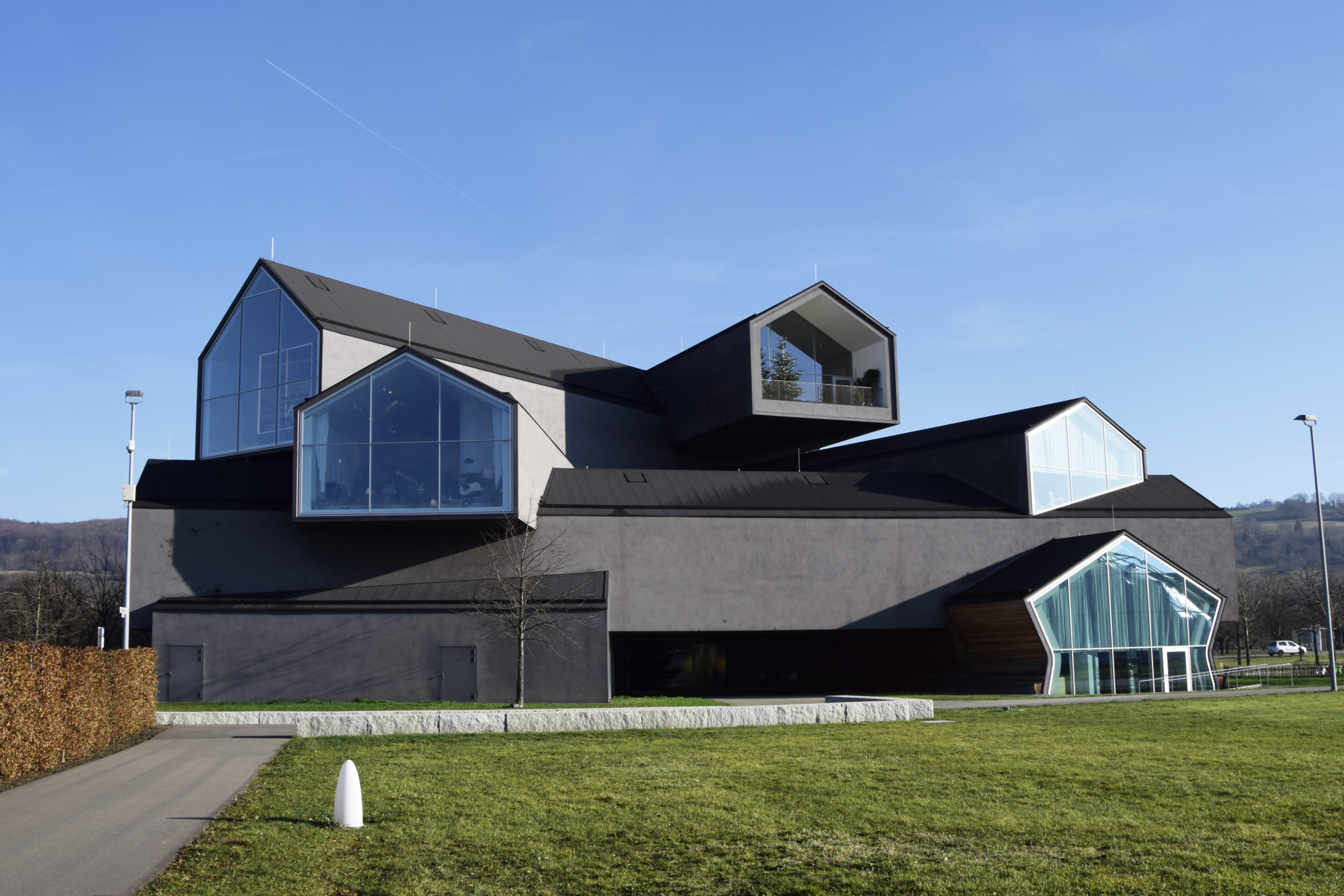
VitraHaus

## ヘルツォーク&ド・ムーロン事務所出身の建築家
- 菊地宏